# Eternamente Nelson
Eternamente Nelson é um álbum de vídeo que foi lançado pela Sony BMG em 2010 e que mostra as melhores apresentações do cantor de MPB. No Brasil esse DVD foi certificado com Disco de Ouro pela ABPD devido as mais de 25 mil cópias vendidas no país.

## Faixas
1. O Dono das Calçaldas
2. Carlos Gardel
3. Mais um  ano sem noel
4. Meu Vício é Você
5. A Despedida
6. Nem as Parede Confesso
7. Negue
8. Lembranças
9. Louco com Alcione
10. O Negócio É Amar com Fafá de Belém
11. A Última Estrofe / Pedestal de Lágrimas
12. Auto-Retrato
13. Fica Comigo Essa Noite / Meu Dilema / Escultura / Pensando Em Ti
14. Onde Anda Você
15. Minha Rainha
16. A Volta do Boêmio
17. Folhas Mortais
18. Deusa do Asfalto